# Rijnsburgerbrug
De Rijnsburgerbrug is een vaste boogbrug in de Nederlandse stad Leiden. 
De brug ligt over de Rijnsburgersingel en Morssingel en verbindt het stationsgebied met de Leidse binnenstad. De brug wordt hierdoor zeer intensief gebruikt door gemotoriseerd verkeer (auto's, taxi's, bussen), fietsers en voetgangers.
Opvallend aan de huidige brug is dat de stalen balustrade aan de Rijnsburgersingelzijde is ontworpen als zitbank. Vanaf deze plek heeft men ook een goed uitzicht op molen De Valk. Direct aan centrumzijde van de brug ligt de entree van het Wereldmuseum Leiden.

## Geschiedenis
De huidige brug van beton en metselwerk stamt uit 2001 (ontwerp Royal Haskoning), maar kent vele voorlopers. De brug ligt namelijk aan een historische invalsweg vanuit de richting van Oegstgeest en Rijnsburg. Deze weg, de huidige Stationsweg/Rijnsburgerweg, liep tot aan de singel, waarna men zich via de brug en de Rijnsburgerpoort toegang tot de stad kon verschaffen. In het verlengde ligt de Steenstraat. De stadspoort werd uiteindelijk in 1864 gesloopt. Tot 1929 heette de Rijnsburgerbrug de Leeuwenbrug. Op de brug stonden aan beide kanten twee leeuwen op sokkels.
Ter gelegenheid van de realisatie in 2001 publiceerde de gemeente Leiden een boekje over de geschiedenis en de bouw van de nieuwe brug.

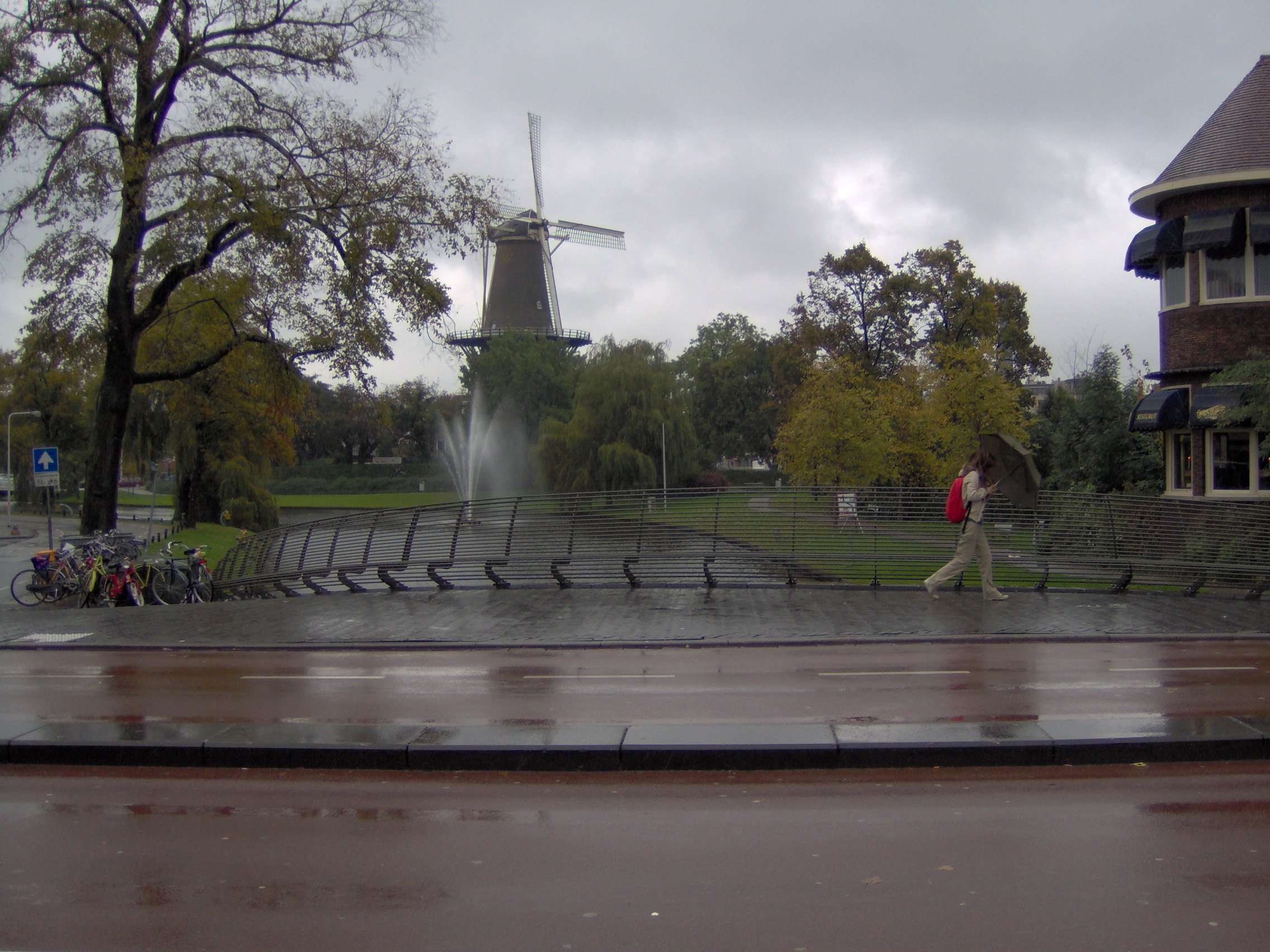
Molen de Valk gezien vanaf de Rijnsburgerbrug

In de binnenstad:

Aeldisbrug ·
Alkemadebrug ·
Asschuurbrug ·
Blauwpoortsbrug ·
Blekersbrug ·
Bostelbrug ·
Catharinabrug ·
Derde Waardbrug ·
Doelenbrug ·
Doelengrachtsbrug ·
Doelenpoortsbrug ·
Dullebrug ·
Franciskanerbrug ·
Gansoordbrug ·
Gepekte Brug ·
Groenebrug ·
Groenhazenbrug ·
Grofsmederijbrug ·
Grote Havenbrug ·
Hapynionbrug ·
Helarbrug ·
Herenbrug ·
Herenpoortsbrug ·
Hogewoerdsbrug ·
Hoogeveensbrug ·
Huigbrug ·
Hulpwerfbrug ·
Jan van Houtbrug ·
Jan Vossenbrug ·
Karnemelksbrug ·
Katoenbrug ·
Kazernebrug ·
Kerkbrug ·
Kerkpleinbrug ·
Kippenbrug ·
Kleine Havenbrug ·
Kleine Paterbrug ·
Koepoortsbrug ·
Koornbrug ·
Koningsbrug ·
Kraaierbrug ·
Laatste Brug ·
Lijsbethbrug ·
Looiersbrug ·
Lourisbrug ·
Loviumbrug ·
Marebrug ·
Marepoortsbrug ·
Mecklenburgerbrug ·
Minnebroersbrug ·
Molensteegbrug ·
Morspoortbrug ·
Nassaubrug ·
Neksluisbrug ·
Nieuwsteegbrug ·
Nonnenbrug ·
Noordeindsbrug ·
Noord-Kijfbrug ·
Oranjebrug ·
Paterbrug ·
Pauwbrug ·
Poppebrug ·
Rembrandtbrug ·
Reuvensbrug ·
Rijnbrug ·
Rijnsburgerbrug ·
Scheluwbrug ·
Singelbrug ·
Sint Jansbrug ·
Sint Jeroensbrug ·
Sint Sebastiaansbrug ·
Stadsmolensluis ·
Tapijtkloppersbrug ·
Trekvaartbrug ·
Turfmarktsbrug ·
Tweede Waardbrug ·
Utrechtse Brug ·
Valkbrug ·
Van Disselbrug ·
Verversbrug ·
Vierde Waardbrug ·
Visbrug ·
Vlietbrug ·
Vreewijkbrug ·
Warmonderbrug ·
Weverbrug · 
Wijnbrug ·
Wisenniabrug ·
Wittepoortsbrug ·
Zijlpoortsbrug ·
Zuid-Kijfbrug ·
Zuidsingelbrug
Overige bruggen:

Groenhovenbrug ·
Haagbrug ·
Haagsche Schouwbrug ·
Hoflandbrug ·
Hooghkamerbrug ·
Jaagbrug ·
Jan van Goyenbrug ·
Julius Caesarbrug ·
Kanaalbrug · 
Lammebrug ·
Oud-Hortuszichtbrug ·
Trekvlietbrug ·
Schrijversbrug ·
Spanjaardsbrug ·
Spoorbrug RSK ·
Spoorbrug De Vink ·
Staatsspoorbrug ·
Stevensbrug ·
Stevenshofbrug ·
Sumatrabrug ·
Waddingerbrug ·
Wilhelminabrug ·
Wouterenbrug ·
Zijlbrug